# Créhen
Créhen település Franciaországban, Côtes-d’Armor megyében. Lakosainak száma 1664 fő (2022. január 1.). Créhen Corseul, Languenan, Plancoët, Saint-Jacut-de-la-Mer, Saint-Lormel és Beaussais-sur-Mer községekkel határos.

## Népesség
A település népességének változása:
| Lakosok száma | 1300 | 1452 | 1493 | 1621 | 1711 | 1663 | 1640 | 1629 | 1643 | 1664 |
|               | 1968 | 1982 | 1990 | 2006 | 2013 | 2015 | 2017 | 2019 | 2020 | 2022 |